# Trupele de Carabinieri

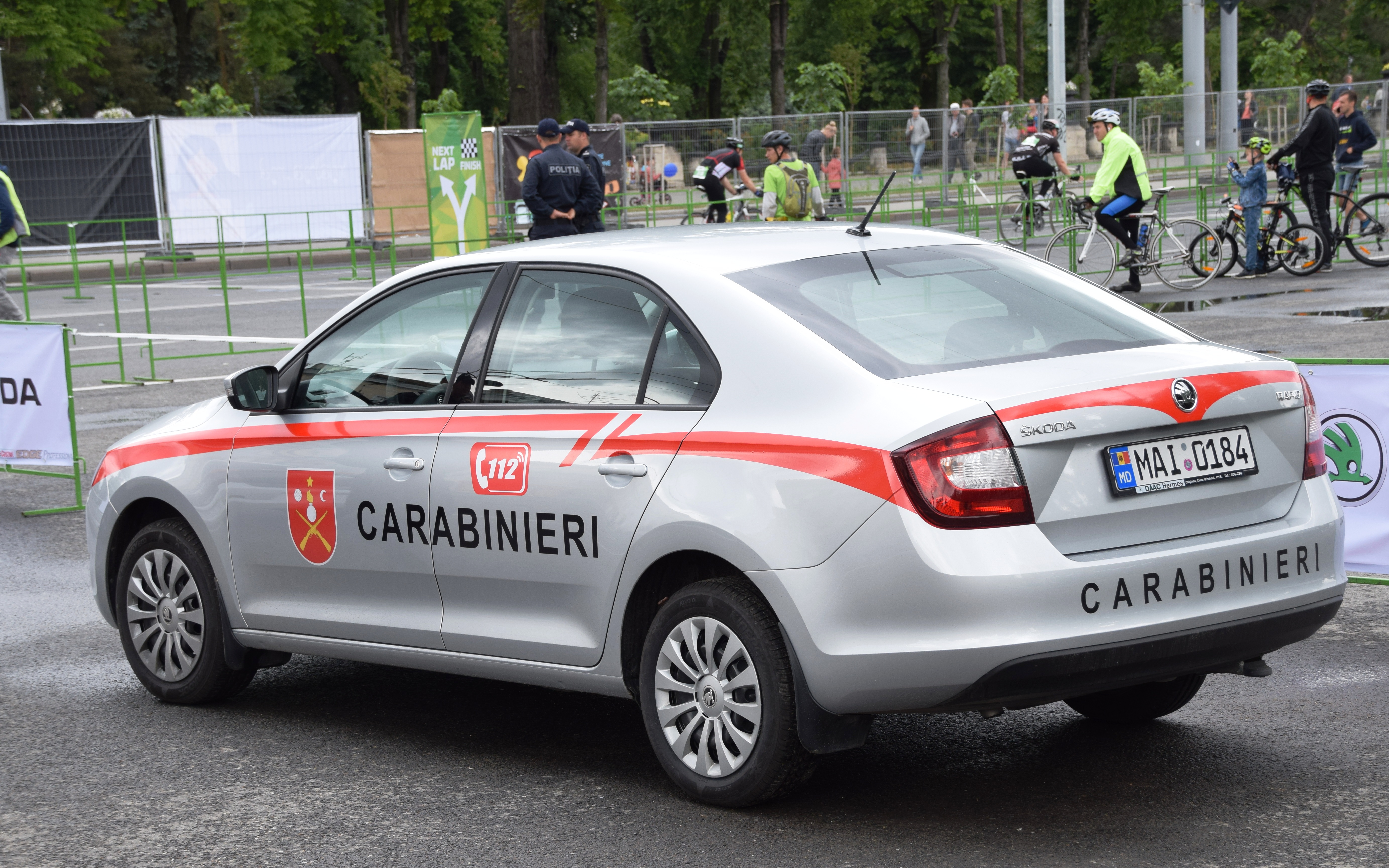
Ein Streifenwagen der moldauer Karabiniere

Die Trupele de Carabinieri (Truppe der Karabiniere) ist die nationale Gendarmerie der Republik Moldau im Geschäftsbereich des Innenministeriums der Republik Moldau. Die Moldauer Karabiniere sollen dem Erhalt der öffentlichen Ordnung, dem Schutz der Freiheiten und der Rechte der Bürger, dem Schutz von Eigentum und dem Verhindern illegalen Handelns dienen. Die Struktur der Organisation basiert auf der der italienischen Carabinieri, von denen sich ihr Name ableitet. 
Die Trupele de Carabinieri besteht aus 5 Militäreinheiten und zusätzlich etwa 2000 Soldaten.

## Geschichte
Am 12. Dezember 1991 unterzeichnete der Präsident der Republik Moldau, Mircea Snegur, der Zustimmung des Parlaments folgend, die Etablierung der Trupele de Carabinieri auf Basis der internen Truppen des Innenministeriums. Diese unterstanden vor der Unabhängigkeit als Teil der internen Truppen dem Innenministerium der Moldauischen Sozialistischen Sowjetrepublik.
Am 13. März 1992 beteiligte sich eine Division der Karabiniere auf der Seite Moldaus im Transnistrien-Krieg. Eine Woche später, während eines Angriffs nahe des Dorfs Coșnița, wurden viele Soldaten der Karabiniere bei der ersten Kampfhandlung der Division getötet. 
Am 24. August 1993 begannen die Karabiniere mit der Erfüllung ihrer 1991 festgelegten Aufgaben. 
Im Februar 1998 kam es im Rahmen einer Naturkatastrophe zu einem Einsatz der Karabiniere im Dorf  Hîncești.

## Struktur

### Zentraler Apparat
- Direktorat für Operationsmanagement[4]
- Direktorat für Personalmanagement
- Logistikabteilung
- Direktorat für Finanzen
- Direktorat für Sicherheit und Nachforschungen
- Direktorat für internationale Kooperation, Projektmanagement und Öffentlichkeitsarbeit
- Abteilung für psychologische Unterstützung
- Sektion Recht
- Sektion Medizin
- Dokumentationsservice
- Service für Kommunikations- und Informationstechnologien
- Sektion Mobilisierung und Spezialtransporte

### Untergeordnete Strukturen mit allgemeiner territorialer Zuständigkeit
- Operative Disposition
- Spezialbataillon "SCORPION"
- Sektion Leibesübungen und Sport
- Medizinische Direktion
- Ausbildungszentrum
- Versicherungszentrum
- Direktion für militärisches Zeremoniell

### Untergeordnete Unterabteilungen IGC
- Regionaldirektion (Direcția regională) "CENTRUM".
- Regionaldirektion "NORD"
- Regionaldirektion "SÜD"

### Spezialbataillon SCORPION

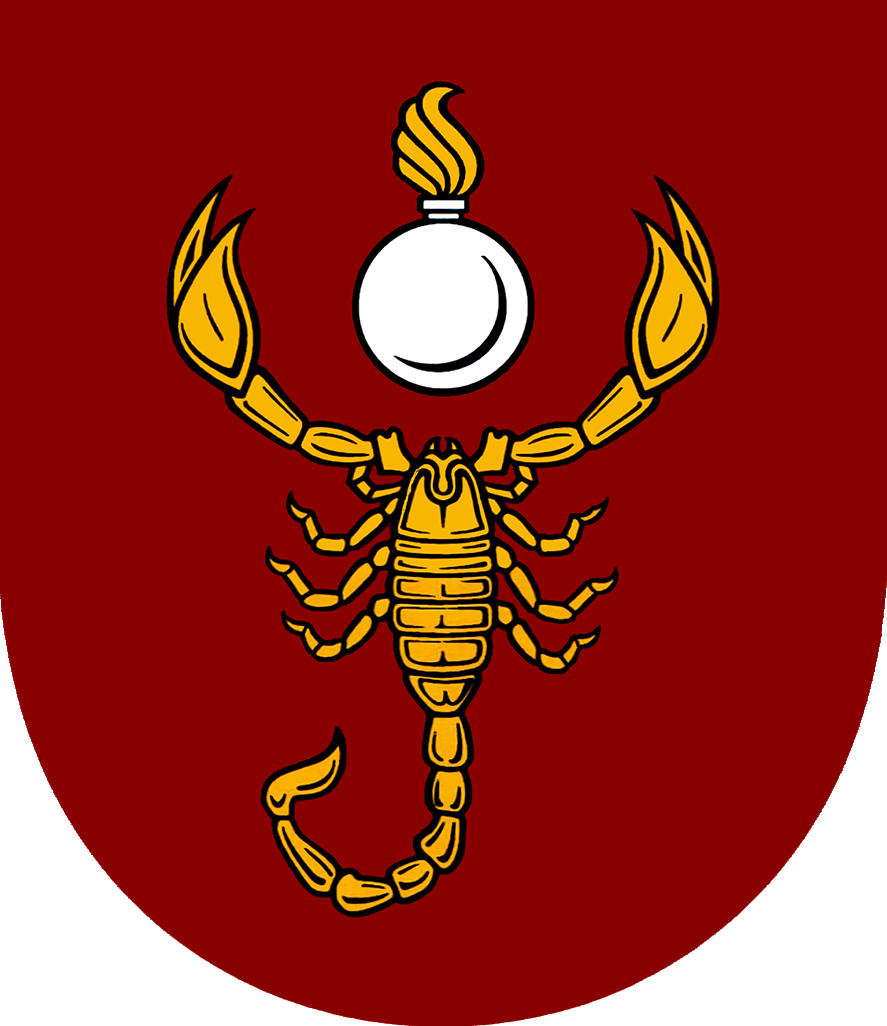
Wappen des Spezialbataillons "SCORPION"

Das Batalionul cu destinație specială „SCORPION“ (Spezialbataillon „SCORPION“) ist eine Eliteuntereinheit der Generalinspektion der Carabinieri des Innenministeriums mit Aufgaben im Bereich der Verhütung und Bekämpfung von Terrorakten, organisierter Kriminalität und sozialen Unruhen.